# Klaus-Dieter Uelhoff

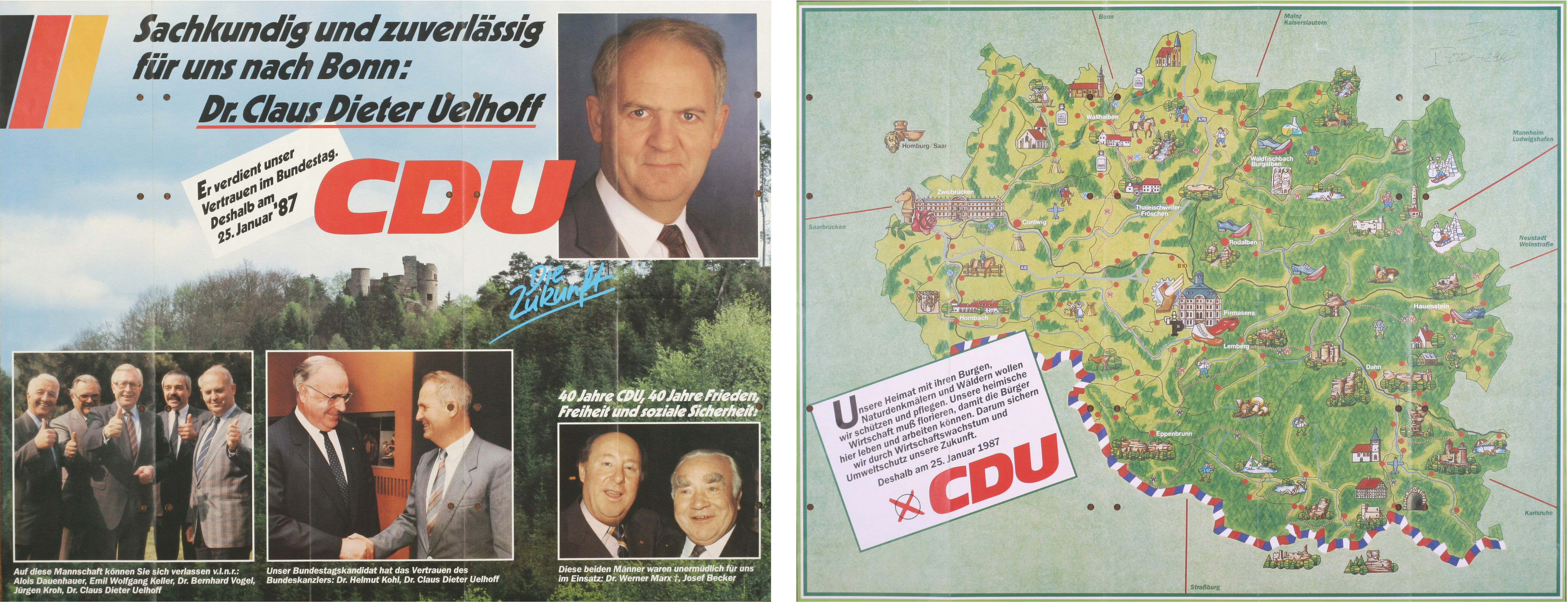
Wahlplakat für Claus Dieter Uelhoff (1987)

Klaus-Dieter Uelhoff (* 9. Januar 1936 in Finnentrop) ist ein deutscher Jurist und Politiker (CDU).

## Leben und Beruf
Nach dem Abitur 1955 in Attendorn nahm Uelhoff ein Studium der Rechtswissenschaften, der Politischen Wissenschaft und der Geschichte an den Universitäten in Bonn und Köln auf, das er mit beiden juristischen Staatsexamen sowie mit der Promotion zum Dr. jur. beendete. Anschließend war er im Landessozialamt und im Sozialministerium von Rheinland-Pfalz tätig, zuletzt als Oberregierungsrat. Später war er Präsident der Gesellschaft für Wehr- und Sicherheitspolitik und Präsident des Landesverbandes Rheinland-Pfalz des Deutschen Roten Kreuzes (DRK). Außerdem ist er Ehrenmitglied der K.D.St.V. Merowingia Kaiserslautern und der K.D.St.V. Vasgovia Landau im CV.

## Abgeordneter
Uelhoff war von 1974 bis 1979 Mitglied des Bezirkstages der Pfalz. Dem Deutschen Bundestag gehörte er von 1987 bis 1998 an. Im Parlament vertrat er den Wahlkreis Pirmasens.

## Öffentliche Ämter
Uelhoff war seit 1972 Landrat des Kreises Pirmasens. Er amtierte von 1979 bis 1985 als Staatssekretär im Ministerium des Innern und für Sport sowie von 1985 bis 1987 als Staatssekretär im Ministerium für Umwelt und Gesundheit des Landes Rheinland-Pfalz.

## Auszeichnungen
- 2006: Großes Bundesverdienstkreuz